# Willemijn Duyster
Willemijn Duyster, född den 5 april 1970 i Amsterdam, Nederländerna, är en nederländsk landhockeyspelare.
Hon tog OS-brons i damernas landhockeyturnering i samband med de olympiska landhockeytävlingarna 1996 i Atlanta.